# NGC 513
NGC 513 es una galaxia espiral de la constelación de Andrómeda. 
Fue descubierta el 13 de septiembre de 1784 por el astrónomo William Herschel.